# Ernest Gruskovnjak
Ernest „Erny“ Gruskovnjak (* 15. Januar 1970 in Zadar) ist ein luxemburgischer Basketballtrainer und ehemaliger -spieler.

## Werdegang

### Spieler
Der zwei Meter große Flügel- und Innenspieler war Mitglied des BBC Sparta Bertrange, trat mit dem Verein auch im Europapokalwettbewerb Korać-Cup an.
Er wurde 1998 mit Black Star Mersch luxemburgischer Meister und erzielte im Verlauf der Saison 1997/98 14,5 Punkte je Begegnung. Anschließend wechselte Gruskovnjak zu den AB Contern. 2001 wurde er abermals luxemburgischer Meister. Er spielte bis 2002 für Contern. Gruskovnjak, der 1993 die luxemburgische Staatsbürgerschaft annahm, war luxemburgischer Nationalspieler.

### Trainer
Von 2009 bis 2016 war Gruskovnjak Trainer bei den Frauen des BC Musel Pikes. Unter seiner Leitung wurde Musel viermal luxemburgischer Meister und zweimal Pokalsieger. Zeitweilig war er zusätzlich Assistenztrainer der männlichen U20-Nationalmannschaft Luxemburgs. Im November 2017 wurde er Trainer der Herrenmannschaft des BBC Résidence Walferdange, am Ende der Saison 2017/18 gab er die Aufgabe wieder ab.
Im Januar 2022 übernahm er das Traineramt bei den Frauen von Amicale Steinsel. 2025 verließ er den Verein. Seine Tochter Sarah wurde ebenfalls Basketballspielerin im Leistungsbereich.